# 다소니
다소니(DASONI) 또는 솔지하니는 대한민국의 걸 그룹인 EXID의 첫 번째 유닛 그룹이다. 멤버는 솔지, 하니로 이루어져 있다.

## 활동 내용
2013년 2월 15일 첫 디지털 싱글 앨범 Good Bye를 발매했다. 타이틀 곡은 〈Good Bye〉로 프로듀서 신사동호랭이와 최규성이 함께 만들었다. 유닛 다소니의 데뷔 싱글 ‘Good Bye(굿바이)’의 발매와 더불어 공개된 경품몰 다소니는 곧바로 접속자가 폭주하는데 이어, 오후 3시를 넘긴 시각에는 서버 다운에 이르렀다. 경품몰 다소니에서는 다소니의 뜻 ‘사랑하는 사람’을 콘셉트로 EXID 멤버들이 사랑하는 사람들을 위해 주고 싶은 경품들이 마련됐다.
2013년 3월 15일 두 번째 디지털 싱글 앨범  Stage Of The 70's를 발매하였다. 연인 사이에서 벌어지는 아쉬움을 잘 표현한 〈아주 흔한 말〉은 신사동호랭이와 라도의 합작품이다.
2016년 3월 3일 바나나컬쳐 엔터테인먼트에서 진행하는 음원 발매 계획인 ‘바나나쉐이크 프로젝트’의 첫 번째 주자로 싱글 〈Only One〉이 솔지하니라는 이름으로 발표되었다.

## 이전 구성원
| 이름 | 소개 |
| ---- | --- |
| 솔지 | - 이름 : 허솔지 - 생년월일 : 1989년 1월 10일(36세) - 출생지 : 대한민국 경기도 성남시 - 학력 : 동아방송예술대학 영상음악과 - 포지션 : 리더, 메인보컬 - 활동기간 : 2013년 |
| 하니 | - 본명 : 안희연 - 생년월일 : 1992년 5월 1일(32세) - 출생지 : 대한민국 서울특별시 - 학력 : 글로벌사이버대학교 방송연예학과 - 포지션 : 리드보컬 - 활동기간 : 2013년       |

## 음반 목록

### 디지털 싱글
| 순서 | 음반 정보                                   | 트랙 리스트                                                             |
| ---- | ------------------------------------------- | ----------------------------------------------------------------------- |
| 1    | Good Bye - 발매일: 2013년 2월 15일          | 1. 아주 흔한 말 2. Good Bye 3. 아주 흔한 말 (Inst.) 4. Good Bye (Inst.) |
| 2    | Stage Of The 70's - 발매일: 2013년 3월 15일 | 1. 아주 흔한 말 (Stage Ver.) 2. 아주 흔한 말 (Stage Ver.)(Inst.)        |
| 3    | Only One - 발매일: 2016년 3월 3일           | 1. Only One                                                             |

### 미발매 곡
- 〈Feel the Light〉 - 영화 《홈》의 OST (2015년 5월 6일)

## 같이 보기
- EXID